# قانون اساسی تاجیکستان

نشان رسمی تاجیکستان

قانون اساسی تاجیکستان عالی‌ترین متن قانونی در کشور تاجیکستان است. این قانون در ۶ نوامبر ۱۹۹۴ میلادی به تصویب رسید.

## تاریخچه
تاجیکستان تا سال ۱۹۲۹ میلادی بخشی از جمهوری شوروی سوسیالیستی ازبکستان بود. در این سال از ازبکستان جدا گردید و به عنوان یک جمهوری مستقل به عضویت اتحاد جماهیر شوروی درآمد.

## ولایت مختار کوهستان بدخشان
ولایت مختار کوهستان بدخشان بخشی از جمهوری تاجیکستان است، نمایندگان این ولایت در مجلس کشور بدون در نظر گرفتن معیار جمعیت انتخاب می‌شوند و یکی از هفت عضو دادگاه قانون اساسی از این ولایت برگزیده می‌شود.

## اصول
- مرکز جمهوری تاجیکستان شهر دوشنبه است.[۴]
- این قانون زبان رسمی کشور را [فارسی] تاجیکی قرار داده و روسی را زبان ارتباط میان ملت‌ها نامیده‌است[۵] استفاده از زبان‌های دیگر را به رسمیت شناخته و اجازۀ برگزاری جلسات دادرسی به زبان اکثریت مردم محل را داده‌است[۶]
- غیردینی بودن حکومت[۷]
- منشأ مردمی قدرت حکومت[۸]
- به رسمیت شناختن حق مالکیت خصوصی[۹]
- نمایندگان مجلس و رئیس‌جمهور برای یک دورهٔ پنج‌ساله انتخاب می‌شوند. داوطلب شدن برای شرکت در انتخابات مجلس به ۲۵ سال و ریاست‌جمهوری ۳۵ تا ۶۵ نیاز دارد.[۱۰]
- داوطلب شدن برای ریاست جمهوری نیاز به ۳۵ تا ۶۵ سال سن، تسلط بر زبان تاجیکی و سکونت در ده سال پیش از انتخابات در خاک تاجیکستان دارد.[۱۱]

## ساختار
این قانون در ده بخش و یکصد اصل تنظیم شده‌است.